# Hendecasticha
Hendecasticha là một chi bướm đêm thuộc phân họ Olethreutinae trong họ Tortricidae.

## Các loài
- Hendecasticha aethaliana Meyrick, 1881